# Food (Kelis)
Food è il sesto album della cantante statunitense Kelis, pubblicato il 21 aprile 2014.

## Tracce
Testi e musiche di Kelis Rogers, Dave Sitek e Todd Simon, eccetto dove indicato.
1. Breakfast – 4:20
2. Jerk Ribs – 4:12
3. Forever Be – 3:32
4. Floyd – 4:59
5. Runner – 4:17
6. Hooch – 3:29 (Kelis Rogers, Jeremy Reeves, Jonathan Yip, Ray Romulus, Ray Charles McCullough, Dave Sitek, Todd Simon)
7. Cobbler – 3:19
8. Bless the Telephone – 2:31 (Labi Siffre)
9. Friday Fish Fry – 4:41
10. Change – 3:42
11. Rumble – 3:13
12. Biscuits 'n' Gravy – 4:23
13. Dreamer – 3:27

## Classifiche
| Classifiche (2014) | Posizione massima |
| ------------------ | ----------------- |
| Austria            | 72                |
| Belgio (Fiandre)   | 40                |
| Belgio (Vallonia)  | 49                |
| Danimarca          | 31                |
| Francia            | 145               |
| Germania           | 81                |
| Paesi Bassi        | 94                |
| Regno Unito        | 20                |
| Stati Uniti        | 73                |
| Svizzera           | 32                |